# Abbaurichtung
Als Abbaurichtung bezeichnet man im Bergbau die Hauptrichtung, in der ein Lagerstättenanteil mittels des jeweiligen Abbauverfahrens in Angriff genommen wird. Dabei ist die Abbaurichtung die Richtung, in der der Abbaustoß im Ganzen fortschreitet. Sie gibt somit die generelle Richtung des Abbaus ohne Berücksichtigung der Verhiebrichtung an.

## Die verschiedenen Abbaurichtungen
Insgesamt gibt es grundsätzlich vier Richtungen, die als Abbaurichtungen in Frage kommen, die schwebende, die fallende, die streichende und die schräge Abbaurichtung. Jedoch werden die fallende und die schräge Abbaurichtung nur selten genutzt, sodass sie eine untergeordnete Rolle spielen. Somit werden nur zwei Abbaurichtungen, die streichende und die schwebende Abbaurichtung, für den Abbau genutzt. Bei flacher oder mäßig geneigter Lagerung wird überwiegend die streichende Abbaurichtung angewendet. Aufgrund von Lagerstättenbedingungen wie z. B. geologischen Störungen oder Wasserzuflüssen kann aber auch die schwebende Abbaurichtung angewendet werden. Bei plattenförmigen Lagerstätten mit größer Mächtigkeit wird auch teilweise die querschlägige Abbaurichtung verwendet. Hierbei geht die Abbaurichtung söhlig entweder vom Hangenden zum Liegenden oder umgekehrt.
Die Abbaurichtung lässt sich mit den unterschiedlichen Verhiebrichtungen beliebig kombinieren. So entstehen dann Kombinationen, bei denen die Abbaurichtung die gleiche Richtung hat wie die Verhiebrichtung, also streichend/streichend und schwebend/schwebend oder es kommt zu Kombinationen, bei denen die Abbaurichtung und die Verhiebrichtung unterschiedlich sind. Bei der streichenden Abbaurichtung gibt es insgesamt vier Kombinationen, bei denen die Abbaurichtung und die Verhiebrichtung unterschiedliche Richtungen haben, streichend/schwebend, streichend/fallend, streichend/schräg und streichend/querschlägig. Bei der schwebenden Abbaurichtung gibt es die Kombination schwebend/streichend. Bei der querschlägigen Abbaurichtung ist die Verhiebrichtung streichend.

## Anwendung
Im Kohlenbergbau wird bei flacher und bei mäßig geneigter Lagerung überwiegend die streichende Abbaurichtung angewendet. Hierbei ist dann die obere Abbaustrecke die Kopfstrecke, die untere Abbaustrecke ist die Fußstrecke. Lagerstättenbedingt können aber auch die fallende oder die schwebende Abbaurichtung angewendet werden. Im Gangerzbau ist die schwebende Abbaurichtung am meisten verbreitet. Dabei wird der Gangstreifen, der gerade abgebaut wird, ähnlich wie beim Firstenstoßbau von oben nach unten abgebaut. In einigen Gruben wird auch die streichende Abbaurichtung angewendet. Beim Salzbergbau wird die Abbaurichtung je nach Lagerung gewählt. Bei steiler Lagerung ist die Abbaurichtung schwebend und bei flacher Lagerung streichend oder schwebend. Bei stockförmigen Lagerstätten lässt man die Abbaurichtung von oben nach unten oder auch umgekehrt, entweder seiger oder geneigt verlaufen.